# ХК Блек вингс Линц
Блек вингс Линц је аустријски хокејашки клуб из Линца. Утакмице као домаћин игра у дворани Кеине Сорген Аис Арена Линц, капацитета 3800 места. Клуб се тренутно такмичи у аустријској ЕБЕЛ лиги.

## Историја
Блек вингс Линц је основан 1992. године. Након осам година играња у нижим ранговима такмичења, Блек Вингс Линц је примљен у прву лигу 2000. године. Већ прве сезоне остварили су велики успех пласманом у полуфинале плеј офа. Следеће сезоне направили су корак даље и пласирали се у финале где су поражени од Филахера.
После три узастопна полуфинала, Линц је освојио прву и за сада једину титулу. У финалу 2003. године победили су Филахер. Откако је ЕБЕЛ лига 2006. године постала међународно такмичење, Линц се три године за редом пласирао у полуфинале. У сезони 2009/10. пласирали су се у финале где су поражени од Ред Бул Салцбурга резултатом 4-2

## Трофеји
- Хокејашка лига Аустрије:
  - Првак (2) : 2002/03, 2011/12.